# انتخابات سراسری لیبریا (۲۰۱۷)
انتخابات سراسری لیبریا در ۱۰ اکتبر ۲۰۱۷ برابر با ۱۸ مهر ۱۳۹۶ به‌منظور انتخاب رئیس‌جمهور و اعضای مجلس نمایندگان لیبریا برگزار خواهد شد. کمیسیون انتخابات ملی لیبریا (NEC) بر این انتخابات نظارت خواهد کرد.

## روش
رئیس‌جمهور با روش دومرحله‌ای انتخاب می‌شود در حالی که اعضای مجلس نمایندگان بر اساس نظام نخست‌نفری و در قالب حوزه‌های تک‌نماینده انتخاب می‌شوند.

## نظرسنجی
| مجری                          | تاریخ     | جامعه آماری | بوآکای | وه‌آ    | جانسون  | اوری   | برومزکین | کوپر    | کامینگز | مردد    |
| ----------------------------- | --------- | ----------- | ------ | ------ | ------- | ------ | -------- | ------- | ------- | ------- |
| مجری                          | تاریخ     | جامعه آماری |        |        |         |        |          |         |         | مردد    |
| Liberia Holding Consortium    | مه ۲۰۱۷   | ۲۷۵         | ۲۹٫۴۵٪ | ۲۱٫۱۸٪ | ناموجود | ۱۱٫۲۶٪ | ۱۵٪      | ۰٫۷۲٪   | ۱۷٫۰۸٪  | ناموجود |
| Liberia Holding Consortium    | ژوئن ۲۰۱۷ | ۴۸۴         | ۳۶٫۳۶٪ | ۱۸٫۳۸٪ | ۳٫۹۲٪   | ۴٫۷۵٪  | ۳۲٫۲۲٪   | ۰٫۸۲٪   | ۳۲٫۷۲٪  | ۱۳٫۰۱٪  |
| Liberia Holding Consortium    | اوت ۲۰۱۷  | ۷۶۳         | ۳۳٫۸۱٪ | ۲۱٫۱٪  | ۲٫۸۸٪   | ۲٫۴۹٪  | ۱۲٫۴۵٪   | ناموجود | ۲۱٫۶۲٪  | ۱۳٫۶۳٪  |
| International Political Polls | اوت ۲۰۱۷  | ناموجود     | ۲۱٫۷۴٪ | ۲۴٫۷۳٪ | ۸٫۷۲٪   | ۶٫۳۸٪  | ۲۳٫۴۹٪   | ناموجود | ۳۲٫۹۴٪  | ناموجود |